# Nitidoguina gressitti
Nitidoguina gressitti är en insektsart som beskrevs av Young 1986. Nitidoguina gressitti ingår i släktet Nitidoguina och familjen dvärgstritar. Inga underarter finns listade i Catalogue of Life.